# Vyšehoří
Vyšehoří är en ort i Tjeckien.   Den ligger i regionen Olomouc, i den östra delen av landet, 180 km öster om huvudstaden Prag. Vyšehoří ligger 330 meter över havet och antalet invånare är 203.
Terrängen runt Vyšehoří är kuperad norrut, men söderut är den platt. Runt Vyšehoří är det ganska tätbefolkat, med 134 invånare per kvadratkilometer. Närmaste större samhälle är Šumperk, 7,5 km nordost om Vyšehoří. Trakten runt Vyšehoří består till största delen av jordbruksmark.